# 胡宗澄
胡宗澄（?—?），江西省撫州府樂安縣人，清朝政治人物、進士出身。
光緒三年（1877年），参加丁丑科殿試，登進士二甲第54名。同年五月，分部學習。